# 艾丽斯·麦克纳马拉
艾丽斯·麦克纳马拉（英語：Alice McNamara，1986年2月22日—），澳大利亚女子赛艇运动员。她曾代表澳大利亚参加世界赛艇锦标赛，获得二枚金牌，均来自女子轻量级四人双桨项目。